# Bornemissza János (főispán)
Bornemissza János (megh. Pozsony, 1527. október k.) pozsonyi főispán, kincstartó, jegyző.
Tolnáról származott, a feltételezések szerint jobbágyi sorból nőtte ki magát. Mivel Mátyás király sokakat emelt ki ebből a sorból, ezért írni, olvasni tanulhatott. 1481-től négy évig Nagylucsei Orbán jegyzője volt, akinek révén a kincstár szolgálatába állt. 1487-től 1493-ig alkincstartó, 1492-től 1496-ig királyi familiáris, 1500-tól 1504-ig kincstartó, majd húsz éven keresztül budai várnagy volt.
Noha parasztoktól származott, 1514-ben harcolt Dózsa György ellen, ő verte le Száleresi Ambrust a parasztháború egyik alvezérét június 21-én a gubacsi csatában. Az életben maradt elfogott lázadó parasztok orrát felhasíttatta, illetve fülét levágatta, majd a megcsonkított foglyok legnagyobb részét hazabocsátotta.
Girolamo Balbit és Piso Jakabot váltva II. Ulászló halála előtt kevéssel II. Lajos nevelőjévé nevezték ki. Mellette a nevelést Brandenburgi György látta el. Bornemissza törekedett megfelelően oktatni és felnevelni a fiatal királyt, de rászakadtak az ország gondjai, a gátlástalan Brandenburgi György őrgróf pedig teljesen rossz irányba terelte Lajost. Bakócz Tamással, Szapolyai Jánossal és Perényi Imrével ellentéte támadt, akik 1518-ban el akarták távolítani.
A mohácsi vész idején viselte a pozsonyi főispánságot. A csata után nem múlt el a Szapolyaival való ellentéte és ezért Mária királynéval Pozsonyba ment, és I. Ferdinánd mellé állt. A főherceg kiemelten fontosnak tartotta a megnyerését.

## Külső hivatkozások
- Magyar életrajzi lexikon 1000-1990.
- Szilágyi Sándor: A Magyar Nemzet Története.
- Markó László: A Magyar Állam Főméltóságai Szent Istvántól napjainkig, Magyar Könyvklub, Budapest 1999. ISBN 963-547-085-1